# Micrurus mipartitus
Micrurus mipartitus (червонохвостий кораловий аспід) — вид отруйних змій родини аспідових (Elapidae). Мешкає в Південній Америці і Панамі.

## Опис
Червонохвості коралові аспіди мають циліндричне тіло завдовжки 140,6 см (враховуючи хвіст). Голова у них кругла, а очі доволі маленькі. Забарвлення характеризується 34-84 чорними кільцями, розділеними вузькими жовтими або білими проміжними кільцями. Друге кільце на голові та 3-4 кільця на хвості мають червоне забарвлення, що контрастує з білими або жовтими кільцями.

## Підвиди
Виділяють п'ять підвидів:
- M. m. mipartitus (A.M.C. Duméril, Bibron & A.H.A. Duméril, 1854);
- M. m. anomalus (Boulenger, 1896);
- M. m. decussatus (A.M.C. Duméril, Bibron & A.H.A. Duméril, 1854);
- M. m. popayanensis Ayerbe, M.A. Tidwell & M. Tidwell, 1990;
- M. m. rozei Golay, Chiszar, H.M. Smith & Breukelen, 1999.

## Поширення і екологія
Червонохвості коралові аспіди мешкають в Колумбії, Еквадорі і Венесуелі, а також на сході Панами. В Панамі вони зустрічаються на тихоокеанських і карибських низовинах, а також у західних і західних передгір'ях Дар'єну, в Колумбії — на тихоокеанському узбережжі, зокрема на острові Горгона, в горах Західного, Центрального і Східного хребтів Колумбійських Анд, зокрема у міжандійських долинах, а також на північному сході країни, в горах Сьєрра-Невада-де-Санта-Марта, у Венесуелі — в горах Кордильєра-де-Мерида і Кордильєра-де-ла-Коста, а в Еквадорі — на захід від Анд. Червонохвості коралові аспіди живуть у вологих тропічних лісах та на кавових плантаціях, на висоті від 20 до 2410 м над рівнем моря, в Панамі на висоті до 810 м над рівнем моря.